# Hypotalamus

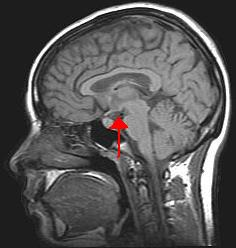
Hypotalamus lokalisation

Hypotalamus, hypothalamus, är en region i hjärnan, belägen under talamus på undersidan av mellanhjärnan. Den sköter kontrollmekanismer för bland annat blodtryck, kroppstemperatur, ämnesomsättning och sömn. Hypotalamus kopplar hjärnan till det endokrina systemet genom att avge hormoner via ett portådersystem till främre hypofysen. Hypotalamus ansvarar för aktiviteter i det autonoma nervsystemet som exempelvis vissa metaboliska processer, vilket sker genom att hormoner utsöndras som i sin tur stimulerar eller hämmar utsöndringen av hypofyshormoner. Hormoner som påverkar adenohypofysen kallas för hypofysiotropa hormon. Till exempel gonadotropinfrisättande hormon som reglerar hypofysens sekretion av follikelstimulerande hormon och luteiniserande hormon. Tillverkar också hormonerna vasopressin/ADH och oxytocin som transporteras till neurohypofysen och avges därifrån ut i blodet. 
De huvudsakliga endokrina hormonerna från hypothalamus:
| Namn                             | Alternativa namn                                                          | Förkortningar   | Funktion                                                                    |
| -------------------------------- | ------------------------------------------------------------------------- | --------------- | --------------------------------------------------------------------------- |
| Kortikotropinfrisättande hormon  | Corticotropin-releasing factor, Corticoliberin                            | CRH, CRF        | neuropeptid som stimulerar adenohypofysen att insöndra ACTH (kortikotropin) |
| Prolaktinfrisättande hormon      |                                                                           | PRH             | stimulerar adenohypofysen att insöndra Prolaktin                            |
| Dopamin                          | Prolaktinhämmande hormon                                                  | DA, PIH         | inhiberar insöndringen av prolaktin från adenohypofysen                     |
| Gonadotropinfrisättande hormon   | Luteinising-hormone releasing hormone                                     | GnRH, LHRH      | en dekapeptidhormon som stimulerar adenohypofysen att insöndra LH och FSH   |
| Tillväxthormonfrisättande hormon | Growth-hormone-releasing factor, somatocrinin                             | GHRH, GHRF, GRF | stimulerar adenohypofysen att insöndra tillväxthormon (GH)                  |
| Oxytocin                         |                                                                           |                 |                                                                             |
| Antidiuretiskt hormon            | Arginin vasopressin, Vasopressin                                          | ADH             |                                                                             |
| Somatostatin                     | Growth hormone-inhibiting hormone, Somatotropin release-inhibiting factor | SS, GHIH, SRIF  | inhiberar insöndringen av GH från adenohypofysen                            |
| Tyreotropinfrisättande hormon    | Thyrotropin-releasing factor, Thyroliberin, Protirelin                    | TRH, TRF        | stimulerar adenohypofysen att insöndra TSH                                  |
| Dimetyltryptamin (Ej bekräftat)  | N,N-dimetyl-(2-indolyl-(3)-etyl)amin                                      | DMT             | en kraftigt psykoaktiv enteogen ur klassen tryptaminer.                     |